# Vipers
Vipers ist ein kanadisch-US-amerikanischer Tierhorrorfilm von Bill Corcoran aus dem Jahr 2008. In den Hauptrollen sind Tara Reid, Jonathan Scarfe und Corbin Bernsen zu sehen.

## Handlung
Im Universal BioTech Labor werden zum  Zwecke der Krebsbekämpfung an Vipern Experimente und genenmodifizierte Versuche durchgeführt. So sind die Labor-Vipern in der Lage, viel mehr Gift zu produzieren, das an Krebs erkrankte Menschen heilen kann, indem es den Krebs zerfrisst. Aufgrund eines Vorfalls im Labor gelingt es den Vipern, in die Freiheit zu gelangen und das in der Nähe liegende Eden Island, ein Dorf an der pazifischen Küste, dessen Bevölkerung überwiegend vom Fischfang lebt, zu terrorisieren.
Der Geschäftsführer des Labors, Herr Burton, sucht daraufhin Dr. Vera Collins auf, eine Spezialistin in der Heilung von Krebs mit Schlangengiften. Er teilt ihr seine Forschungsergebnisse mit und bittet sie um Hilfe. Auch Nicky Swift macht schon bald erste Erfahrungen mit den Schlangen. Cal Taylor, der in der US-Army diente und sich eigentlich in dem Örtchen niederlassen wollte, sammelt eine Bürgerwehr um sich, um den Schlangen entgegenzutreten.
Nicht nur die Schlangen sind eine Gefahr, auch Burtons Absichten sind weniger edel, als es anfänglich den Schein hatte. Hoffnung flackert auf, als ein junger Mediziner und Forscher einen Schwachpunkt der Schlangen findet.

## Hintergrund
Der Film wurde im kanadischen Vancouver gedreht. Das Budget lag bei geschätzten 9 Millionen US-Dollar.

## Kritik
„[...] Belangloser Tierhorrorfilm, der bedenkenlos veraltete Horrorfilm-Konzepte übernimmt und sie mit schlechter Computeranimation in ein neues Zeitalter zu überführen versucht.“

„Mutierte Killervipern brechen aus dem Labor aus und knöpfen sich eine friedliche Provinzgemeinde vor in diesem leidlich unterhaltsamen Tierhorror-Trashfilm mit Tara Reid und weiteren willkommenen Klischees.“

Kino.de urteilt außerdem, der Film sei ein bunt-naiver Tierhorror-Schnellschuss, der jegliche Innovationen vermissen lassen würde und sich an den üblichen Zutaten und gängigen Klischees der Tierhorrorfilme bediene. Die Animationen der Schlangen wird als Schlangen [...] wie an der Leine gezogen fortbewegen und auch wird die unrealistische Lebensweise der Schlangen bemängelt, die in dem Film ähnlich wie verschiedene Raubkatzen oder Hundeartige ganze Fleischstücke aus ihrer Beute reißen, was der tatsächlichen Nahrungsaufnahme von Schlangen widerspricht.